# Pelin
Pelin  è un nome proprio di persona turco maschile e femminile.

## Varianti in altre lingue
- Curdo: Pêlîn[2]

## Origine e diffusione

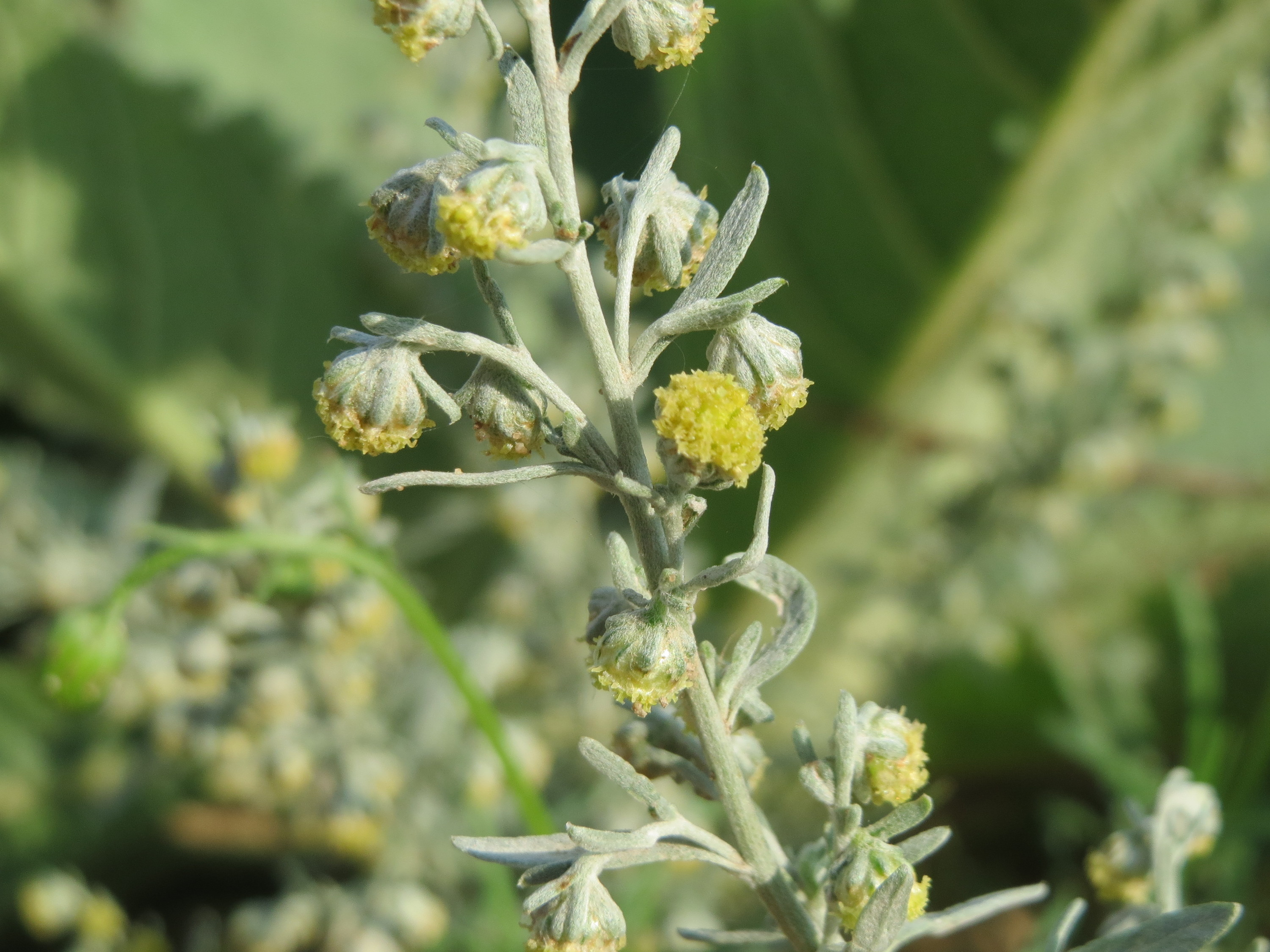
Fiori di Artemisia absinthium

Il nome, giunto in turco tramite il rumeno (segnatamente della regione storica della Rumelia), indica la pianta dell'assenzio (Artemisia absinthium); etimologicamente, il vocabolo risale ad una radice slava *pal ("chiaro", "brillante", "bruciare"), a sua volta dal protoindoeuropeo *pel ("grigio").
Il nome è maggiormente diffuso al femminile e raggiunse la massima popolarità alla fine degli anni Ottanta del XX secolo.

## Onomastico
Il nome è adespota, non essendo portato da alcun santo. L'onomastico si può festeggiare il 1º novembre, giorno in cui cade la festa di Ognissanti.
Un onomastico laico è fissato al giorno 2 gennaio.

## Persone

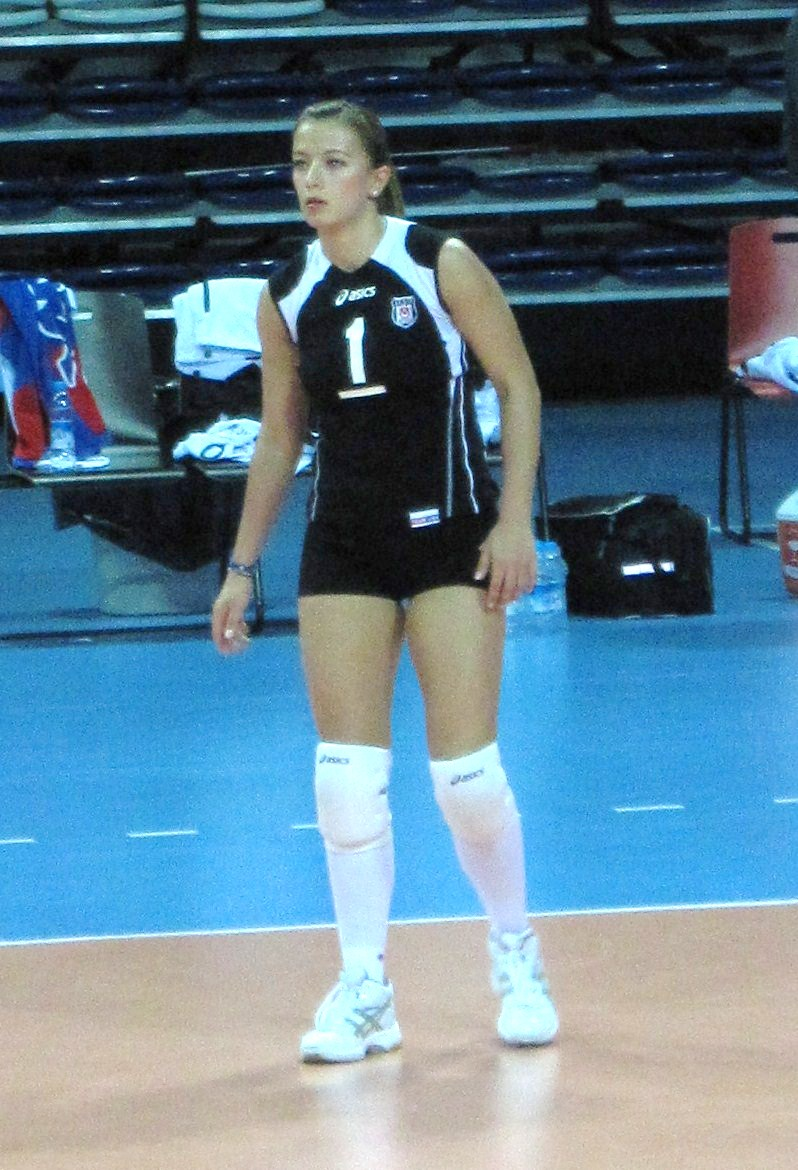
Pelin Çelik

- Pelin Çelik, pallavolista turca

## Il nome nelle arti
- Pelin è uno dei personaggi principali della miniserie televisiva turca Hırçın menekşe, personaggio interpretato dall'attrice Hatice Aslan[6].